# Stel Pavlou
Stelios Grant Pavlou, detto Stel (Gillingham, 22 novembre 1970), è uno scrittore e sceneggiatore britannico.

## Biografia
Stel Pavlou è nato nel Kent, in Inghilterra, da una famiglia di origini cipriote e greche. Visse la sua infanzia a Rochester e Chatham. Frequentò la Chatham Grammar School for Boys. Secondo di tre fratelli, il suo fratello più piccolo è il musicista e scrittore Louis Pavlou.
Pavlou ha incontrato la sua fidanzata su MySpace che ha sposato nel 2007.

## Carriera
Sceneggiatore e scrittore di successo, Stel Pavlou è l'autore del romanzo atlantideo di successo Il codice di Atlantide (Decipher) pubblicato nel 2001 e il romanzo storico Gene (in italiano "La cospirazione del Minotauro") pubblicato nel 2005. Ha pubblicato anche una serie di racconti minori. I suoi romanzi sono caratterizzati da un'indagine precisa e meticolosa, quasi maniacale, e per l'inclusione di biografie nel testo, cosa abbastanza inusuale per uno scrittore.
Pavlou è stato anche lo sceneggiatore del film Codice 51 (The 51st State).

## Opere
- Babe (video musicale - Dr. Gonzo) (2000)
- Il codice di Atlantide (Decipher) (romanzo) (2001)
- Codice 51 (The 51st State) (sceneggiatura del film) (2001)
- Who the hell is Stel Pavlou? (romanzo breve) (2002)
- La cospirazione del Minotauro (Gene) (romanzo) (2005)
- The strange case of Jared Spoon who went to pieces for love (storia breve) (2006)

Storie brevi per Doctor Who:
- Checkpoint (contenuta nell'antologia Short Trips: The Centenarian)
- Omegamorphosis (contenuta nell'antologia Short Trips: Destination Prague)
- You had me at verify username and password (contenuta nell'antologia Short Trips: Snapshots)